# 蓬泰兰多尔福
蓬泰兰多尔福（義大利語：Pontelandolfo），是意大利贝内文托省的一个市镇。总面积28.9平方公里，人口2377人，人口密度82.2人/平方公里（2009年）。ISTAT代码为062054。